# Bjørnsaksa
Die Bjørnsaksa (norwegisch für Bärenfalle) ist ein Felssporn im ostantarktischen Königin-Maud-Land. Im Mühlig-Hofmann-Gebirge erstreckt er sich vom Skigarden aus in nordwestlicher Richtung.
Norwegische Kartografen kartierten ihn anhand von Vermessungen und Luftaufnahmen der Dritten Norwegischen Antarktisexpedition (1956–1960). Namensgeber ist Bjørn Grytøyr (* 1933), wissenschaftlicher Assistent bei dieser Forschungsreise von 1956 bis 1958.